# Bulbophyllum appressum
Bulbophyllum appressum är en orkidéart som beskrevs av Rudolf Schlechter. Bulbophyllum appressum ingår i släktet Bulbophyllum och familjen orkidéer. Inga underarter finns listade i Catalogue of Life.